# Schloss Hörgertshausen

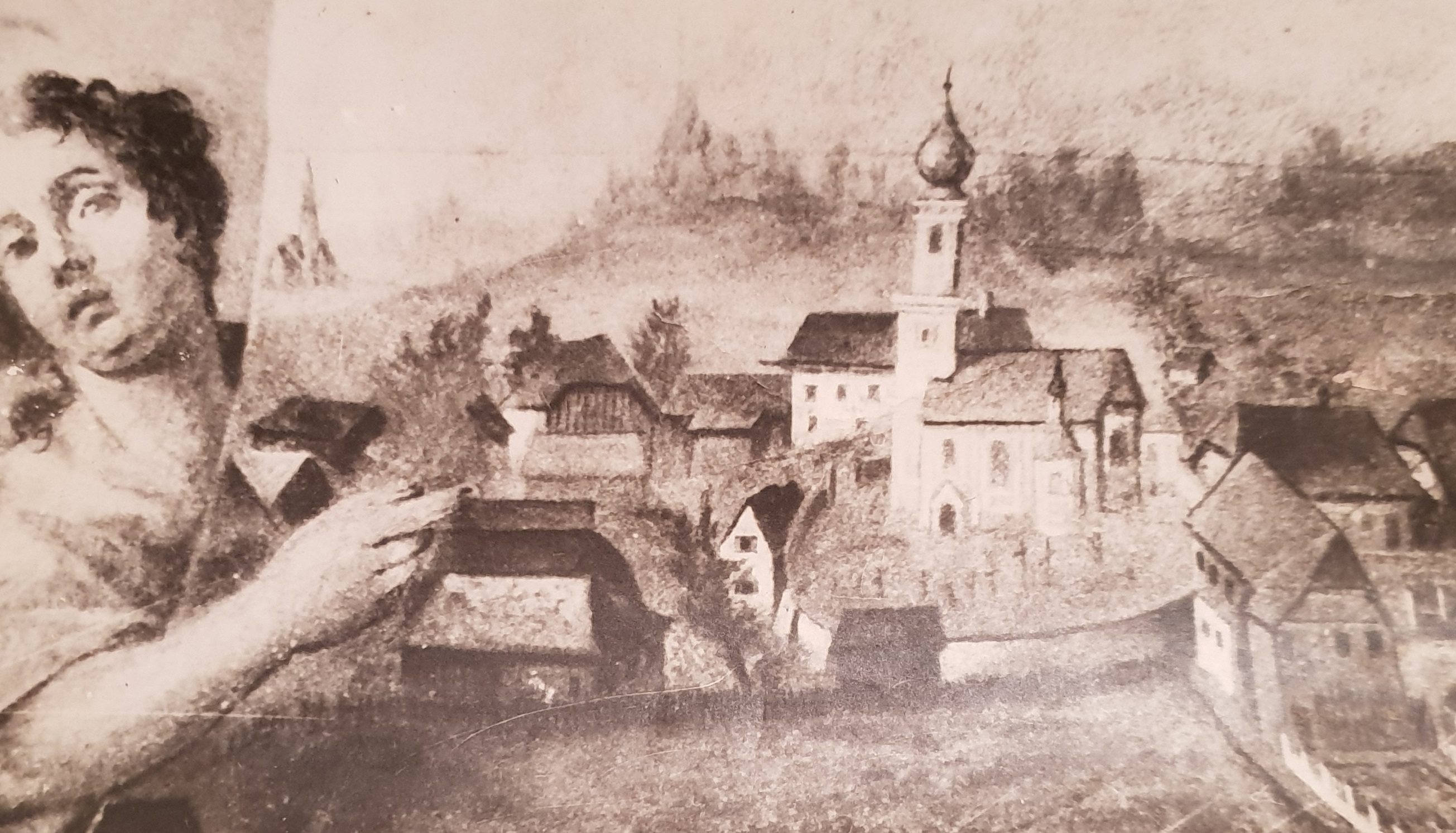
Ausschnitt aus dem Apsis Fresko von Christian Wink in der Pfarrkirche St. Jakobus der Ältere in Hörgertshausen; Ansicht von Hörgertshausen um 1790 mit dem Schloss hinter der Pfarrkirche

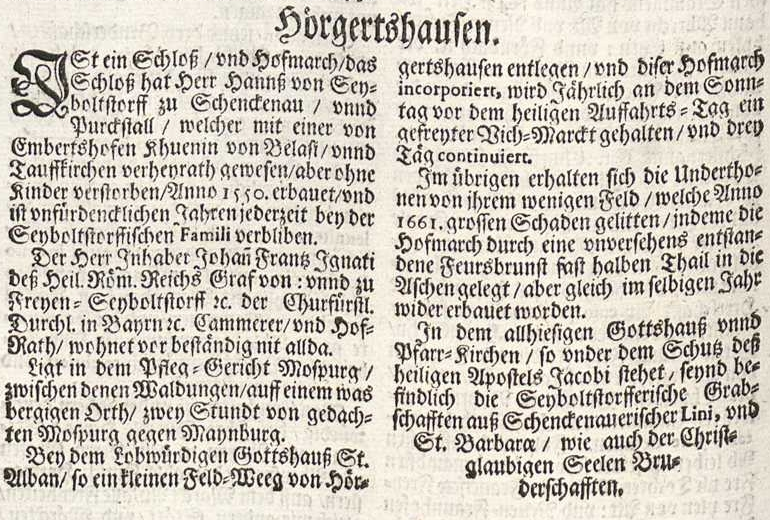
Auszug aus Wening, Michael: Historico-Topographica Descriptio. Das ist: Beschreibung, deß Churfürsten- und Hertzogthums Ober- und Nidern Bayrn, 1723

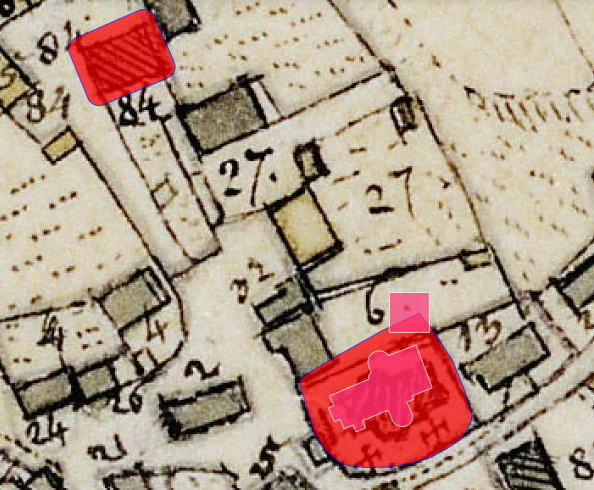
Lageplan von Schloss Hörgertshausen auf dem Urkataster von Bayern

Schloss Hörgertshausen war ein Hofmarksschloss in Hörgertshausen im Landkreis Freising von Bayern. Das Schloss lag 120 m nordwestlich der Pfarrkirche St. Jakobus d. Ä. in Hörgertshausen. Die Anlage wird als Bodendenkmal unter der Aktennummer D-1-7437-0213 im Bayernatlas als „abgegangenes Hofmarkschloss der frühen Neuzeit ("Schloss Hörgertshausen")“ geführt.

## Geschichte
Erstmals urkundlich erwähnt wird Hörgertshausen relativ spät, am 8. Februar im Jahr 899 als Herigolteshusa in einer Schenkung von Kaiser Arnulf von Kärnten an einen Vasallen Grafs Luitpold namens Cholo. Im Jahre 1550 wurde von Graf Hanns von Freyen-Seiboldsdorf zu Schenkenau und Hörgertshausen in Hörgertshausen am Hofmarkssitz ein Schloss aus Stein und mit tönernen Ziegeln erbaut. Später wurde noch ein Turm an der nordwestlichen Seite erstellt. Aufgrund der anderweitigen Beschäftigungen der Schlossherren in der königlich bayerischen Verwaltung wurde das Gebäude ab 1700 immer weniger bewohnt. Die dazugehörige Schlossökonomie wurde 1720 in einen landwirtschaftlichen Betrieb umgewandelt und verkauft. Die Hofmark wurde im Zuge der Verwaltungsreformen in Bayern 1818 in ein Patrimonialgericht umgewandelt. 1841 wurde die Hofmark mit anderen Hofmarken unter der Familie von Hofstetten zu einem gemeinsamen Patrimonialgericht II. Klasse unter der Benennung „Patrimonialgericht Mauern“ zusammengeschlossen. 1848 wurden die Patrimonialgerichte im Zuge der Revolution 1848 aufgelöst. 1850 wird das Schloss samt Anwesen im Moosburger Wochenblatt als ein Gebäude mit „schönem Dachstuhl mit zwei Getreideböden und einem gewölbten Keller“ für 1800 Gulden Aufwurfpreis ausgeschrieben. 1852 wurde das baufällige Schloss abgebrochen.
Der Sage nach befand sich ein geheimer unterirdischer Gang im Schloss, der zum Schlossberg nach Fuchswinkel führte.
Das letzte und wohl einzig erhaltene bildliche Zeugnis des Schlosses Hörgertshausen befindet sich in der Apsis der Pfarrkirche St. Jakobus der Ältere in einem Fresko. Heute erinnert noch die Schlossstraße an das ehemalige Schloss in Hörgertshausen. Der Schlossplatz ist modern überbaut.

## Besitzer des Schlosses
Das Schloss und die dazugehörende Landwirtschaft waren auch immer Sitz des Hofmarksherren. Davon sind folgende urkundlich bekannt.
| von  | bis  | Hofmarksherr                            |
| ---- | ---- | --------------------------------------- |
| 899  |      | Cholo                                   |
| 1130 |      | Sefrid von Hörgertshausen               |
| 1190 |      | Arnold von Hörgertshausen               |
| 1206 |      | Marquard von Hörgertshausen             |
| 1372 |      | Wilhelm von Rohrbach                    |
| 1404 |      | Otto von Rorbeck                        |
| 1425 |      | Balthasar der Reicher                   |
| 1446 |      | Wilhelm Seeman Sigmund von Seiboldsdorf |
| 1554 |      | Hanns von Seiboldsdorf                  |
| 1500 | 1558 | Servaz von Seiboldsdorf                 |
| 1536 | 1585 | Victor von Seiboldsdorf                 |
| 1560 | 1618 | Hans Georg I. von Seiboldsdorf          |
| 1633 |      | Hans Servaz von Seiboldsdorf            |
| 1628 | 1699 | Hans Georg II. von Seiboldsdorf         |
| 1673 | 1711 | Ignaz von Seiboldsdorf                  |
| 1710 | 1774 | Xaver II. von Seiboldsdorf              |
| 1747 | 1789 | Sigmund IX. von Seiboldsdorf            |
| 1832 |      | Emanuel von Seiboldsdorf                |